# Дом с подковой (Рига)
Дом с подковой (Рига) — здание по улице Калькю 20. Памятник архитектуры Риги, относящийся к концу XVII столетия.

## История Львиной аптеки
Жилой дом, более известный в рижском туристическом дискурсе как «Дом с подковой», был построен в период Шведской Ливонии. На фасадном рельефе присутствует изображение льва, который указывает на существование Львиной аптеки (одной из наиболее известных аптек Риги), основателем которой был немецкий врач и биолог из Любека Беньямин Фишер, который обосновался в Риге в 1653 году. Его старший брат Иоганн Фишер занимал важную должность ливонского суперинтенданта и имел возможность оказать брату необходимую протекцию. Именно его аптека, которая изначально находилась на улице Шкюню, получила статус Королевской, что позволило ей приобрести популярность в условиях ожесточённой конкуренции с другими аптекарскими предприятиями города. Аптекарь Фишер получил концессию из рук Карла XI, чем воспользовался в рекламных целях для привлечения клиентов. В итоге Фишер основал династию рижских фармацевтов, среди которых наибольшей известностью отличался его сын Иоганн Бернандт Фишер, который лично консультировал Анну Иоанновну, а затем был приглашён в Санкт-Петербург, где оказывал услуги знатным представителям императорского двора и открыл аптеку. После смерти Анны и провозглашения Бирона регентом Фишер оказывал медицинскую помощь императору-ребёнку Иоанну Антоновичу, но после переворота, в результате которого к власти пришла Елизавета Петровна, И. Б. Фишер принял решение вернуться в Ригу и заняться фармацевтическими делами в родном городе, занявшись написанием работ по развитию сельскохозяйственного комплекса Лифляндии.

## Перестройка здания
Во времена владельца Иоганна Пфайла здание аптеки на Шкюню получило рельеф со львом. Только во времена нового владельца Густава Йохансона аптека переместилась на Калькю, а вслед за изменением местоположения был перемещён и рельеф.
Известно, что изначально здание было трёхэтажным, однако во время перестройки дома в 1913 году под управлением архитектора Рейсслера здание было расширено. Также было добавлено два этажа; тогда проводилась застройка участка улицы Известковой, примыкавшей к Дому с подковой, поэтому возникла необходимость в строительстве новых этажей в соответствии с указом Строительной инспекции о соблюдении принципа единой фасадной линии. В это же время к зданию была пристроена высокая мансарда в соответствии с новой урбанистической эстетикой. От первоначального этапа строительства здания сохраняется высокий, красивый портал, украшенный барочным картушем с исторической теофорной надписью на средневековом немецком языке: «Почитание единого Господа Бога есть наша единственная слава», которая носила продуцирующую функцию, оберегавшую домовладельца, по аналогии с другой сакральной протестантской надписью Soli Deo Gloria, украшавшую порталы многих старинных зданий. Заказчиком реконструкции здания аптеки был новый владелец заведения Август Хольцмайер, который после войны оставил Ригу и избрал Елгаву в качестве постоянного места жительства, где им также была открыта аптека с одноименным названием.

## Исчезновение льва
В 1941 году, после смены множества новых владельцев, аптека была закрыта. Скульптурное изображение льва и фасадный рельеф был перемещён во двор по неизвестным причинам, а в 1984 году он был украден неизвестными. Местонахождение старинного барельефа со львом до сих пор является тайной. В 1996 году возникла идея восстановления рельефного изображения; по старинным эскизам было создано новое скульптурное произведение и открыта аптека, которая через непродолжительное время, не выдержав конкуренции, оказалась закрытой.

## Легенды о подкове
У второго слева окна третьего этажа долгое время располагалась подкова, определившая обиходное название дома, происхождение которой связано с рядом преданий. Она являлась символом счастья и удачи. Одно из городских преданий связано с всадником, мчавшимся на высокой скорости на коне мимо здания, из-за чего с копыта слетела подкова и на полном ходу разбила стекло. Жилец квартиры решил, что это знак судьбы и, вставив новое стекло, прикрепил подкову к фасаду здания рядом с окном. Рижская газета «Слово», в которой была опубликована статья, посвящённая этой легендарной истории, при попытке реконструировать событие, отмечала, что торопливый всадник, вероятно, был гонцом-казаком, спешившим доставить срочное послание во время событий Великой Северной войны.
Также существует интерпретация, связывающая маленькую подкову с личностью императора Петра I, который во время одного из своих посещений Риги проезжал по этой, в то время называвшейся Известковой, улице, где его лошадь потеряла подкову. По одному из преданий, Пётр подхватил утерянную подкову и отправился к располагавшееся рядом кузне, а пока кузнец выковывал для его лошади новую подкову, царь играя перебросил старую подкову через плечо — она прилипла к свежеоштукатуренному фасаду здания или, вероятно, выбила окно дома, и владелец решил привлечь удачу, встроив подкову в указанное место.

## Существование золотой подковы
Ранее одно из окон здания украшало изображение золотой подковы, а новая подкова появилась в советский период. По некоторым данным, возле этого дома было принято загадывать желание, в основном, связанное с обогащением и финансовым достатком.

## Камни со дна Даугавы
Во время проведения архитектонического исследования стен здания было обнаружено, что они составлены из крупных камней, которые длительное время пролежали на речном дне, по всей видимости, дне Даугавы.

## Исчезновение подковы
Рижский краевед Кирилл Соклаков отмечает, что «всем, кто собирается реставрировать или как-то использовать это здание Совет по памятникам неизменно напоминает, что Петровскую подкову необходимо оставить, а также восстановить изображение золотой подковы на соседнем окне». Однако недавно (2011—2012 гг.) здание пережило реконструкцию, в ходе которой подкова была убрана, что, в целом, прошло незаметно для большой части жителей города, однако вызвала критику со стороны историков культуры и латвийских краеведов.

## Дом с подковой сегодня — отель Le Chevalier

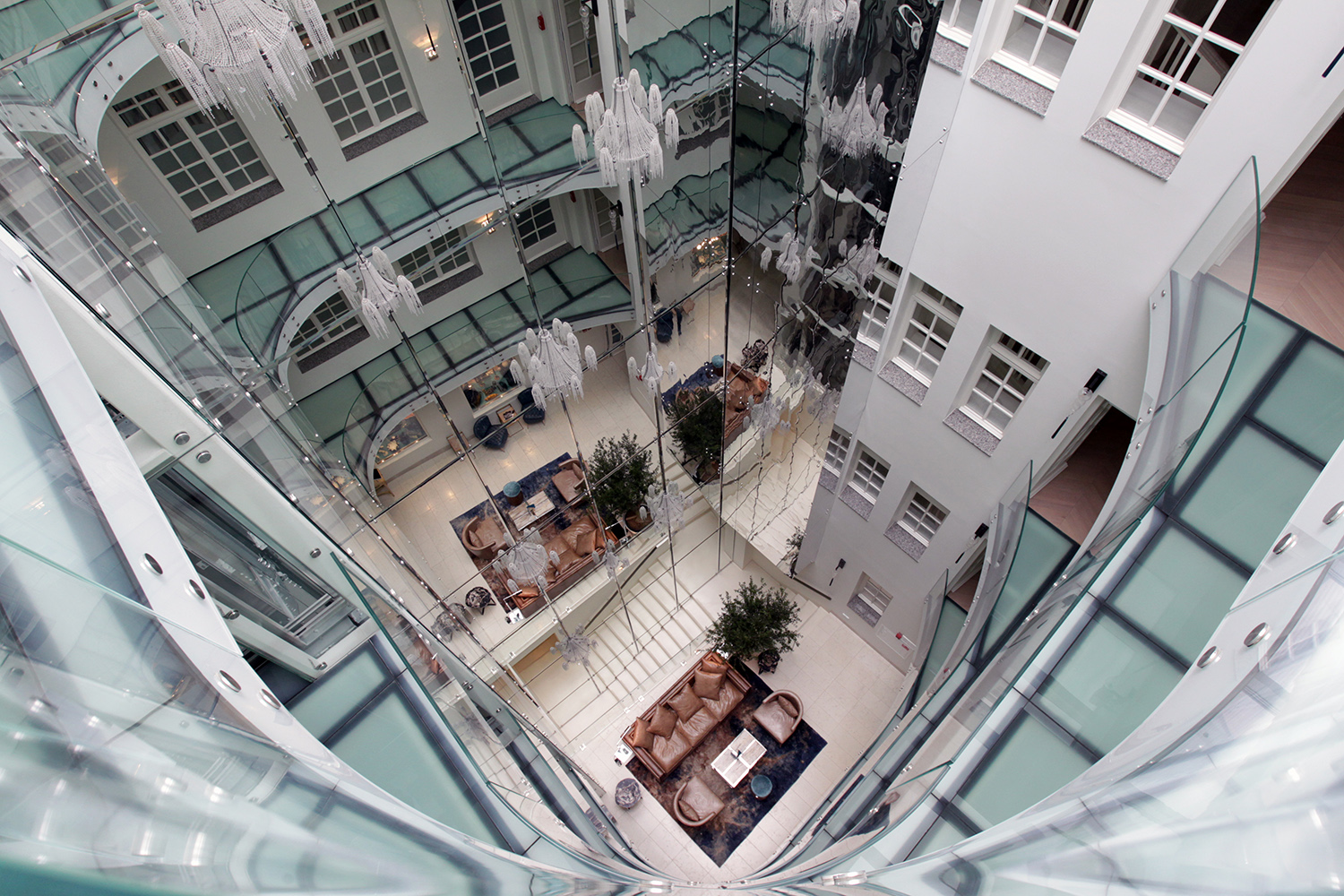
Atrium Kalku 20

в 2017 году в доме с подковой открылся бутик-отель Le Chevalier. Интерьеры отеля разрабатывали итальянские архитекторы. Теперь двор здания представляет из себя крытый зеркальный атриум со стеклянно-металлическими галереями, ведущими в номера. Архитекторы провели серьезную работу, чтобы сохранить фасад и фасадные рельефы — подкову на уровне третьего этажа, изображение льва, как напоминание о том, что когда-то в этом здании находилась одна из самых старых в Риге аптек.
В 2017 году отель Relais le Chevalier получил рижскую архитектурную премию за реставрацию, проведенную с учетом архитектурных особенностей исторического Старого города.